# Cordilura gracilipes
Cordilura gracilipes är en tvåvingeart som beskrevs av Loew 1870. Cordilura gracilipes ingår i släktet Cordilura, och familjen kolvflugor. Inga underarter finns listade i Catalogue of Life.